# نوپسرها گاهانی
نوپسرها گاهانی یک گونه سوسک از خانوادهٔ سوسک‌های شاخک‌دراز است. Gestro در سال ۱۸۹۵ این گونه را توصیف و بررسی کرد. این گونه در کشور اتیوپی یافت شده است.